# 사쿠라 슈트랏세
《사쿠라 슈트랏세》(さくらシュトラッセ)(약칭 사쿠랏세)는 일본의 파렛트가 2008년 1월 25일에 발매한 연애 어드벤처 게임이다.

## 개요
2007년 4월 21일, 파렛트의 공식 홈페이지와 엔터 브레인에서 출판한 성인 게임 잡지 〈TECH GIAN〉 6월호 부록의 책자에서 처음으로 공개가 되었다.
같은 해 8월 17일에 열린 코믹 마켓 72에서는 파렛트의 부스에서 본 작품의 캐릭터가 그려진 목욕타월이나 휴대용 잔, 전화카드/깔개 세트가 판매되었고, 구매자에게는 사쿠라 슈트랏세의 특별호와 각 캐릭터의 스틱 포스터가 배포되었다. 같은 해 12월 29일에 열린 코믹 마켓 73에서는 코믹 마켓 72와는 다른 종류의 목욕 타월과 휴대용 잔이 판매되었다.
파렛트의 7번째 작품에 해당하며, 제작 스태프는 5번째 작품인 《만약 내일이 맑다면》(약칭 모시라바)과 동일하다. 덧붙여 6번째 작품인 《MP》의 원화를 담당한 타마히요도 일부의 일러스트를 담당하고 있다.
- (원화：쿠스쿠스, 시나리오：NYAON, 음악：히구치 히데키, BURTON).

《만약 내일이 맑다면》은 진지하고 무거운 내용을 주로 다뤘지만, 본 작품은 가볍게 즐길 수 있는 코메디풍의 내용이 담겨 있는 작품이다. 《사쿠라 슈트랏세》라고 불리는 대로 가에 있는 양식 레스토랑 '카모메테이'를 무대로 한 환타지계 연애 어드벤쳐 게임으로서 메인 히로인의 수는 4명이다.
모든 히로인을 공략하면 타이틀 화면이 새롭게 바뀐다. 그리고 오마케 메뉴에서 모든 캐릭터의 스탠딩 CG와 '메인 히로인 4명과 클라우디아, 크리스의 인터뷰'를 열람할 수 있다.
2008년 8월 29일에 히로인들의 후일담을 다룬 팬디스크 《사쿠란보 슈트랏세》가 발매되었다.

## 줄거리
어느 항구마을 구석에 있는 작은 상점가에는 '사쿠라 슈트랏세'로 불리는 거리가 있었고, 그 한켠에는 자그마한 레스토랑이 있었다.
주인공 아야세 하루미는 그 작은 레스토랑 '카모메테이'의 장남으로 태어나 최근 일년 정도 개인 사정으로 먼 마을에서 혼자 살고 있었다.
그러던 어느 날 그에게 어머니가 과로로 쓰러졌다는 연락이 왔고. 집을 떠났던 것을 후회하면서 고향으로 돌아오는 주인공.
다행히 어머니는 생명에는 지장이 없었지만, 안정을 위해서 당분간 입원 생활을 계속해야 되는 상태이다.
애초에 '카모메테이'는 오너 셰프였던 아버지가 돌아가신 후로 어머니가 홀로 경영하고 있던 가게였기에. 그 중심을 잃은 지금, 가게는 당장 문을 닫아야 할 처지에 놓인다.
그러나 주인공은 추억의 장소인 이 가게를 닫을 생각은 없었다. 돌아가신 아버지 대신 혼자서 모든 역경을 이겨내며 추억을 지켜온 어머니를 위해 주인공은 오너 대리로서 그리고 셰프로서 「카모메테이」를 재개시킬 것을 결의한다.
그렇지만 요리사로서는 아직 미숙한 수준이었고, 미숙한 솜씨로 만든 음식으론 어머니의 까다로운 손님들을 만족시킬 수 없었다.
죽어라 노력해도 상황을 타개할 방법이 없는 가운데.
그런 하루미에게 한 사람의 구세주가 나타난다.
착하고 성실하고 요리를 굉장히 잘하는 대단한 소녀였다.
하지만 단 하나 문제라면.. 그 소녀는 마녀라는 것.

## 등장 인물

### 메인 캐릭터
아야세 하루미 (綾瀬 春美, あやせ はるみ)
본 작품의 주인공. '카모메테이'의 3대째 오너 셰프. 어릴적 친어머니가 세상을 떠났고 아버지도 교통사고로 돌아가셨다.
사쿠라 슈트랏세가 있는 해변의 거리 '미소노시'의 '미소노 학원'에 재학 중이었지만, 1년 전 아버지나 어머니와 같은 프로의 요리사가 되기를 목표로 하기에 학원을 중퇴하여 '미소노시'에서 멀리 떨어진 도시의 호텔의 주방에서 일하고 있었다.
2대째 오너 세프였던 어머니 '미사키'가 과로로 쓰러지고 '카모메테이'이 문을 닫을 위기에 처하자 다시 집으로 돌아와 아버지의 추억이기도 한 '카모메테이'을 잇는 것을 결의한다.
요리하는 것은 좋아하지만 아직도 경험이 풍부하지 못하고, 요리사로서의 실력은 부모님에 비해 아직 한참 미숙하다. 그 때문에 어머니의 손님들을 만족시키지 못하고 있다.
「하루미」라고 하는 여자같은 자신의 이름을 싫어한다.
아버지나 어머니와 같은 프로의 요리사가 되려는 의지와 자신의 일에 대한 책임감이 강하고, 감정의 변화도 큰 편이다. 하지만 한쪽으로 치우치는 경향이 있고 솔직하지 않은 점도 있어서 상대에게 상냥한 말을 거는 것이 서투르다.
매니아적으로 거유를 좋아하며(자신의 PC에 거유취향의 에로게를 깔아놓고 하기도 했다.) 어릴 적 트라우마로 인해 고양이를 대단히 무서워한다.
마리·루델(Marie Rudel, マリー・ルーデル)
성우：사모토 후우리
독일에서부터 멀리 마법 빗자루를 타고 온 마법 소녀.
모국의 시골에 있는 마녀의 마을의 관례에 따를 수 없어서 가족과 싸운뒤 그대로 가출을 하여 일본에 온다.
미소노시의 해안바다 부근을 비행하고 있다가 항공 자위대의 F-15 J전투기 2기에게 발견되었고, 미확인 비행 물체로 간주해져 발칸포로 위협사격을 당했다. 이에 당황한 마리는 마법을 난사하여 이른바 난전 상태가 되었고, 난전중 전투기 1대를 격추시키에 이른다. 그 기체는 어머니가 쓰러졌다는 소식을 접하고 '카모메테이'으로 돌아오던 하루미의 옆에 추락하였고, 그로 인해 큰 부상을 입고 오른 팔 마저 절단되어 죽을 위기에 처한 하루미의 몸을 몰래 마법으로 치료한다. 그러나 마법 실력이 아직 미숙한 탓에 완치시키지는 못했다.
그 후 생활비가 없어 일본에서 숙소도 구하지 못하고 거리를 떠돌다 '카모메테이'으로 오게되었고, 시간이 지나면 마법의 효력이 떨어져 격심한 통증이 오기에 마법을 계속 걸어야한다는 이유로, '카모메테이'에서 더부살이로 일하게 된다.
밝고 명랑한 성격의 미소녀로 순식간에 거리의 인기인이 되지만, 극도로 수줍음을 타는 성격이기도 해 필요이상의 주목을 받는 것을 피하고 있다. 취미는 만화나 애니메이션을 보는 것으로, 특히 《마법 소녀 매지컬 마린》(마법소녀 리리컬 나노하의 패러디이다.)이라고 하는 마법 소녀 애니메이션에 푹 빠져서 그것을 따라하기 위해 자신의 변신씬도 개발했다.
가게에서는 하루미의 조리 보조를 담당한다. 원래 요리는 뛰어난 편이지만 프롤로그에서는 마법을 사용해 가게의 요리를 만들고 있었다. 그 요리는 만드는 시간이 거의 걸리지 않고 맛도 일류였기에 때문에 손님으로부터의 평판은 좋았다. 하지만 하루미에게 들키고 나서는 그러한 방법은 외도라고 지적되었기 때문에 그 이후로 주방내에서의 마법 사용은 자숙하고 직접 요리를 하고있다.
자신이 마녀인 사실은 하루미 이외에 '카모메테이' 관계자들은 모른다. 마녀로서의 힘을 사용할때는 피부의 노출도가 높은 검은 의복과 칭이 넓은 모자를 감싼 모습으로 변신한다. (이때의 변신씬은 《매지컬 마린》에 푹 빠진 마리가 자체적으로 개발했다고 전해진다.)
아야세 유카 (綾瀬 優佳, あやせ ゆうか)
성우：카자네
하루미의 의붓누나. 하루미에게서는 '유우 누나'라고 불린다.
예전부터 가게의 일을 돕고 있긴 했지만 어머니가 쓰러지시자 다니고 있던 대학을 휴학하고 본격적으로 '카모메테이'에서 일을 하게 된다.
자신이 연상인 것을 강조하며 몇 시간이나 설교를 하거나 하루미를 폭력적으로 대하는 일이 많지만, 주변의 사람들에게는 '남동생을 몹시 귀여워 하고 있다'라고 생각되고 있다.
하루미나 마리와 달리 요리에는 전혀 소질이 없기에 가게에서는 플로어 치프와 경리를 담당한다.(학창시절의 조리 실습으로 만든 요리는 산업 폐기물로서 처분되었다)
'카모메테이'의 실질적인 지배자이기도 하며 유카의 권위적인 말에는 아무도 거역하지 못한다. 술을 무지 좋아하는 애주가이기도 하다.
사토무라 카린 (里村 かりん, さとむら かりん)
성우：오우카와 미오
하루미의 소꿉친구인 소녀로 미소노 학원의 학생. 하루미를 '미-군'이라 부른다.
순진하고 아이 같은 성격으로 하루미와 동갑이지만 정신 연령은 한참 낮아서 그 나이에 태연히 같이 목욕하자는 등 자신의 성별이나 매력에 대해 무관심한 상태라 항상 하루미를 곤란하게 한다.
좋아하는 것은 햄버거와 오렌지 쥬스. '카모메테이'에서는 예전부터 웨이트레스로서 아르바이트를 하고 있었다. 식욕이 많아서 업무중에도 음식을 달라고 조르거나 손님이 시킨 주문량을 허위로 늘리기도 한다. 학원에서의 학업 성적은 나빠서 보충수업이나 추가 시험에 자주 불려가곤 한다.
루리 (Lulli, ルゥリィ)
성우：이무라야 호노카
마리의 사역마로서 함께 일본에 온 작은 소녀.
쿨한 성격으로 표정에 변화가 없고 무슨 생각을 하는지 잘 알 수 없다. 원래는 고양이이며 마리의 사역마가 되었다, 마리의 마법으로 인해 언제라도 변신할 수 있는 능력을 가질 뿐만 아니라 고양이와도 대화할 수도 있다.
처음은 하루미나 마리들이 일하는 것을 단지 구경하고 있었지만, 후에 하루미의 부탁으로 '카모메테이'에서 웨이트레스 일을 하게 된다.
좋아하는 것은 카망베르 치즈와 핫 밀크. 일본으로 간 옛 주인을 찾기 위해, 가족과 싸운 후 마녀의 마을을 뛰쳐나온 마리에게 일본으로 갈 것을 권유하였다.
공식 웹사이트상에서 실시된 캐릭터 인기 투표에서 1위를 하였고, 그 기념으로 캐릭터 상품화가 기획되어 다키마쿠라(껴안는 캐릭터 배개)가 제작되었다.

### 서브 캐릭터
클라우디아 클레멘트 (Claudia Clement, クラウディア・クレメント)
성우：잇시키 히카루
마리와 같은 마을의 출신인 마녀로 마리의 언니격인 마녀이자 이웃에 살던 소꿉친구이기도 하다. 마리와는 반대로 비상식적인 일에까지 튀고 싶어한다.
악마를 숭배하고 있어 어둠의 비밀 결사를 가지고 세계 정복을 하는 것이 꿈이자 목적이다. 노출도의 높은 마녀의 옷을 일반인의 앞에서도 당당히 착용하고 있다. 마리의 언니격이지만 마법의 실력은 마리가 위인지라, 승부하면 항상 패배하여 새까맣게 타버린다.
글래머로 남성진의 시선을 끌지만 무의미하게 폭주하거나 비상식적인 언동이 대부분이라 바로 외면당한다.
항상 돈이 없다고 말하면서, '카모메테이'에 크리스와 함께 외상으로 매일 식사하러 온다. 다만 외상을 갚은 경우는 없기에 유카와는 그 건으로 항상 말다툼을 하기도 한다.
크리스토프 클레멘트 (Cristof Clement, クリストフ・クレメント)
성우：아오바 링고
클라우디아의 남동생. 누나와 달리 착실한 성격으로 매우 예의바르다, 여자 아이라고 착각할 정도의 정도의 미소년. 그러나 심약한 성격 때문에 누나의 하인과도 같이 다루어지고 있지만 언제나 웃으며 누나의 뒷바라지를 하고 있다.
일본에 온 마리를 찾으라고 마녀의 마을의 장로에게 명령받았지만, 그 여행에 누나인 클라우디아도 억지로 동참하였다. 평소에는 '크리스'라고 불린다. 여자 아이로 오인당하기 쉽기 때문에, 하루미와 마음이 맞는다.
실은 일족이 결정한 마리의 약혼자였지만 본인들에게 별로 그럴 마음이 없었다. 마리를 찾은 후 일본에 지내면서 학교를 다녔고 그때에 만난 클래스메이트의 여자 아이(루리코)와 사랑하는 사이가 된다.
아야세 미사키 (綾瀬 美咲, あやせ みさき)
성우：모토야마 미나
유카의 친어머니로 하루미에게 있어서는 새어머니에 해당되는 여성.
7년전에 하루미의 아버지와 재혼했다. 하루미의 아버지의 수제자이기도 하며, 그의 사후 '카모메테이'의 2대째 오너 셰프가 되었다. 어릴적 어머니와 아버지 모두를 잃은 하루미를 유카와 같이 소중히 길렀다. 과로로 인해 쓰러져 현재는 1개월간 입원중.
팬디스크인 '사쿠란보 슈트랏세'에서는 퇴원해 다시 '카모메테이'의 메인 세프를 맡고 있다.
오노데라 사키 (小野寺 早希, おのでら さき)
성우：모모이 이치고
'카모메테이'의 단골손님인 여성. 유카와는 예전에 학원에서 클래스 메이트였던 친구이다.
사쿠라 슈트랏세 대로 상가의 일대를 소유하는 현지의 명가의 딸이며, 요리에 대한 평가는 엄격하다.
에구치 씨 (江口さん, えぐちさん)
'카모메테이'의 근처에 있는 빵가게 '베이커리에구치'의 점주인 중년남성. '카모메테이'에는 매일 조리용의 빵을 판매하고 있다.
언제나 상냥한 미사키에게 항상 애정표현을 하고 있다.
타카하시 씨 (高橋さん, たかはしさん)
'카모메테이'의 단골 손님 중 한 사람으로 직업은 만화가이다.
하루미나 카린에게 있어서는 어릴 적부터 잘 놀아 준 근처의 동네형같은 존재
실은 《매지컬 마린》의 원작자로, 마리에게 사인을 졸라진 적도 있다.
유이 (唯, ゆい)
타카하시의 담당 여성 편집자. 타카하시와 협의를 위해 '카모메테이'에 자주 방문하고 있다.
장로 (長老, ちょう-ろう)
마리들이 살고 있던 마녀의 마을의 장로. 마리의 할머니로 마리와 클라우디아의 마법 스승이기도 하다.
루리코 (瑠璃子, るりこ)
성우：모모이 이치고
크리스가 다니는 학교의 클래스메이트의 여자 아이. 서브 캐릭터로서 이름이 판명되는 것은 루리 시나리오뿐이지만, 일부의 공통 이벤트에서도 등장한다.
어른티가 나는 아이로 나중에 크리스와 사랑하는 사이가 된다.
비스마르크 (びすまるく)
루리 시나리오에 등장하는 새끼 고양이. 루리는 고양이의 이름을 역사상의 인물인 '히틀러'로 지으려고 했었지만 '너무 위험하잖아'라고 하는 하루미의 반대로 이 이름으로 했다.
마린 (まりん)
마리가 좋아하는 마법 소녀 애니메이션 《매지컬 마린》에 등장하는 마법 소녀
앨리스 (アリス)
《매지컬 마린》에 등장하는 또 다른 마법 소녀. 마린의 라이벌
카린의 아빠 (かりんパパ)
성우：코이케 타케조
팬디스크인 《사쿠란보 슈트랏세》 카린의 애프터 시나리오에 등장하는 카린의 아빠.
딸에게는 지극 정성인 바보 아빠로 카린을 몹시 사랑하고 아끼고 있는지라, 카린과 사귀는 하루미를 매우 적대시하고 있다.
카린의 엄마 (かりんママ)
성우：하무로 나츠오
팬디스크인 《사쿠란보 슈트랏세》 카린의 애프터 시나리오에 등장하는 카린의 엄마.
남편이나 딸에 비하면 그나마 정상적이지만, 역시 카린의 엄마구나 라고 생각되는 천연인 면도 있다.
하루미에게는 호의적이며, 딸에 대해서라면 언제나 폭주하는 남편을 저지하고 있다. 미사키와는 친한 사이.

## 제작 스태프
- 원화 - 쿠스쿠스
- 시나리오 - NYAON
- 음악 - BURTON, 히구치 히데키(Tynwald music)
- 주제가보컬 - WHITE-LIPS, 하시모토 미유키
  - 본편 OP곡 〈비밀의 레시피〉
    - 작 편곡：스즈키 마사키, 노래·작사：하시모토 미유키

  - 본편 ED곡 〈Little Riddle〉
    - 작사·작곡·편곡：히구치 히데키, 노래：WHITE-LIPS

  - 본편 삽입노래 〈Rat-a-tat〉
    - 편곡：카게이에 준, 작곡：BURTON, 노래·작사：하시모토 미유키

  - 본편 삽입노래 〈네잎 클로버-〉
    - 작사·작곡·편곡：히구치 히데키, 노래：WHITE-LIPS

  - 《사쿠란보 슈트랏세》 OP곡 〈Glorious Days〉
    - 노래：하시모토 미유키
- 프로듀서 - 콘도 마키

## 사운드트랙 수록곡
Disc1
01 비밀의 레시피
02 푸른눈의 이방인
03 봄에는 맑은 바람을
04 태양과 경치
05 마녀의 사역마
06 오늘도 오늘대로 나쁜 계략을
07 전투 구역
08 만남의 시간
09 Orange Juice
10 카모메테이에 어서오세요!
11 해질녘의 시간
12 디너 타임
13 밤의 바람에게
14 떠들썩한 시간
15 Cat dnace with mouse
16 내일은 저기로
17 네잎클로버
Disc2
01 Rat-a-tat
02 상냥한 심술쟁이
03 먼 날의 추억
04 슬픔의 크리스탈
05 스치는 생각과 마음
06 느긋한 시간
07 이상한 나라
08 초조와 당황
09 슬픈 맹세
10 마녀의 쿠킹
11 사랑은 영원히 …
12 흐트러지며 피는 봄
13 피크닉 날씨
14 약속
15 달빛의 정원에서
16 달빛의 정원에서 -Piano Ver.-
17 Little Riddle
18 아이캐치 1
19 아이캐치 2
20 아이캐치 3
21 아이캐치 4
22 마리~ 변∼신~
Disc2-01 〈Rat-a-tat〉의 어레인지 버전인 〈Rat-a-tat ～Instrumental～〉이 2008년 4월 14일에, Disc2-15 〈달빛의 정원에서〉의 어레인지 버전인 달빛의 정원에서 〈～Ethnic Arrangement Ver～〉이 5월 19일에, Disc1-11 〈해질녘의 시간〉의 어레인지 버전인 〈해질녘의 시간 ～Dance Arrangement Ver～〉이 6월 16일에, Disc1-05 〈마녀의 사역마〉의 어레인지 버전인 〈마녀의 사역마 ～Piano Arrangement Ver～〉이 7월 7일에 공식 홈페이지에서 업로드가 되어 다운로드가 가능하다.

## 같이 보기
- Sultan ~The Lovesong is Forever~
- Dear My Friend
- 만약 내일이 맑다면

3개의 작품 모두, 원화 쿠스쿠스, 시나리오 NYAON 콤비의 작품이다.
《사쿠라 슈트랏세》작품 내에 등장하는 '미소노역'에는 영화관의 영화를 광고 하는 간판이 《만약 내일이 맑다면》의 표지로 장식되어 있다.
또, 하루미의 자택의 TV화면에 《만약 내일이 맑다면》의 CG를 표시하는 장면이 있다.